# Улюми, Нур-уль-Хак
Нур-уль-хак Улюми (Нурулхак Олюми; род. 15 августа 1941, Кандагар, Королевство Афганистан) — военный и политический деятель Исламской Республики Афганистан, Министр внутренних дел Исламской Республики Афганистан (2015—2016), Генерал-лейтенант в отставке. Основатель левой «Национальной объединённой партии Афганистана» (2003).

## Семья
Выходец из богатой семьи племени мохаммадзай (ветвь племенного союза дуррани, к которой также принадлежит бывший король Афганистана Захир Шах; по другим данным, принадлежит к племени исхакзай, входящее в этот же племенной союз). В семье его отца были семь сыновей и восемь дочерей. Один из братьев — Абд-уль-Хак Улюми, генерал-лейтенант, был заведующим отделом обороны и юстиции ЦК НДПА, секретарём Высшего совета обороны. Убит в Кабуле в 1993. Многие родственники Улюми в 1980-е годы жили в эмиграции в США, ФРГ, Пакистане.

## Личная жизнь
Жена — Мир Ваэза, родом из богатой семьи, в молодости являлась придворным парикмахером при короле Захир Шахе и была пожалована земельными наделами в провинции Урузган. В семье две дочери.

## Образование
Получил образование в престижном кабульском лицее «Хабибия». Окончил Кабульское военное училище «Харби Пухантун», штабной колледж в Оклахоме (США), Военную академию Генерального штаба (СССР).

## Офицер афганской армии
Кадровый офицер афганской армии, был командиром взвода, батареи, начальником штаба артиллерийского дивизиона. В 1976—1978 преподавал на офицерских курсах «А». Поддержал переворот в апреле 1978, в результате которого был свергнут президент Мохаммад Дауд, но после прихода к власти Хафизуллы Амина был арестован (в сентябре 1979). Освобождён после ввода в Афганистан советских войск (в декабре 1979) и назначен начальником штаба 1-го армейского корпуса. С 1983 — командир 2-го армейского корпуса (штаб в Кандагаре). Затем был также генерал-губернатором провинции Кандагар.
С 1965 — член Народно-демократической партии Афганистана (НДПА), входил в состав фракции «Парчам», возглавлявшейся Бабраком Кармалем. С июля 1983 был членом ЦК НДПА. Был сторонником активного продвижения на командные посты офицеров — членов фракции «Парчам» (так называемой «парчамизации» армии) в ущерб представителям конкурирующей фракции «Хальк».

## Характеристики деятельности
Советские военные в Афганистане давали ему такую характеристику: 

В военном отношении подготовлен хорошо. Имеет достаточно высокий общеобразовательный уровень. Волевой, смелый, требовательный и решительный командир. По характеру самолюбив, высокомерен по отношению к подчиненным и очень хитёр. В быту соблюдает общепринятые для пуштунов нормы поведения. Спиртные напитки употребляет умеренно

По словам генерала Александра Ляховского, работавшего в составе Оперативной группы Министерства обороны СССР в Республике Афганистан (РА), Улюми 

пользовался авторитетом среди большинства племен южных провинций Афганистана. После назначения его на должность генерал-губернатора провинции он сумел существенно стабилизировать обстановку в этом районе Афганистана. Хотя нельзя не сказать, что во многом у него наблюдался местнический подход к решению проблем, а также отмечалось игнорирование им указаний и требований вышестоящих начальников. Преобладала психология этакого «удельного князька». Но дело он делал, и делал успешно. Во всяком случае, с его приходом мирная жизнь в Кандагаре стала восстанавливаться. В этом существенную поддержку ему оказывали офицеры Оперативной группы МО СССР в РА. Через старейшин племён и местных авторитетов Н. Олюми удалось мирным путём сводить практически на нет в течение почти трёх лет боевую активность бандформирований в южном регионе Афганистана, где дислоцировались подчиненные ему войска. Центр же требовал от него вести бои с оппозицией.

Генерал Махмут Гареев, бывший главой советской оперативной группы при президенте Наджибулле в 1989—1990, отмечает в своих воспоминаниях, что генерал Улюми в Кандагаре 

всемерно содействовал торговле, уделял большое внимание восстановлению и ремонту мечетей, школ, больниц, дорог внутри города, проводил благотворительные мероприятия для малоимущих.

## Отношения с Наджибуллой
Отношения Улюми с президентом Наджибуллой, сменившим Бабрака Кармаля, носили сложный характер. В своей деятельности Улюми часто игнорировал позицию партийных функционеров и представителей Министерства государственной безопасности, на которых опирался Наджибулла. Несмотря на принадлежность к одной фракции с Улюми («Парчам»), Наджибулла видел в нём возможного соперника и отстранил его от должности генерал-губернатора, что привело к недовольству местных племенных вождей и обострению военно-политической ситуации в Кандагаре. Негативную роль в отношениях между Наджибуллой и Улюми сыграла и близость последнего к Бабраку Кармалю. Подозрения вызывали и связи Улюми с оппозицией, его стремление договариваться с моджахедами, а не вести против них активные боевые действия (по данным генерала Гареева, в ряде случаев моджахедам за отказ от нападения платили деньги, давали продовольствие и даже боеприпасы).

## Политический деятель
После свержения режима Наджибуллы в 1992 некоторое время сотрудничал с моджахедами, был приближен к одному из их лидеров Себгатулле Моджаддеди.
В 2003 основал и возглавил ведущую политическую силу левее центра — Партию национального единства Афганистана, в которую вошла часть бывших членов НДПА. В сентябре 2005 был избран депутатом парламента Афганистана от провинции Кандагар (получил значительную поддержку избирателей, заняв второе место по числу полученных голосов среди депутатов, избранных от этой провинции). В марте 2007 появилась информация о согласии Улюми войти в новый политический альянс «Национальный фронт» вместе с экс-президентом страны Бурхануддином Раббани и бывшим министром обороны, сенатором Мохаммадом Фахимом.
С апреля 2007 — был членом высшего совета Национального фронта.
В 2015—2016 годах был Министром внутренних дел Афганистана.